# Xaki
Xaki era una organización civil en forma de asociación que fue considerada como el aparato internacional de la organización terrorista Euskadi Ta Askatasuna (ETA).
Anteriormente, de 1991 a 1994, se denominó Kanporako Harremanak Komitea (KHK, 'Comité de Relaciones Exteriores') y luego Kanporako Eraketa Amankomunatua (KEA, 'Estructura Mancomunada del Exterior'), hasta 1996, año en que cambió su estructura organizativa y tomó el nombre de Asociación Europea Xaki.
Fue desmantelada por la policía bajo órdenes del juez Baltasar Garzón con la acusación de actuar como el «Ministerio de Exteriores» de la banda. Según el juez, sus miembros buscaban cobertura en el extranjero para dar acogida a los miembros huidos de ETA, además de buscar simpatizantes de la «causa vasca» y otro tipo de actividades dedicadas a financiar la actividad de la banda.
El 19 de diciembre de 2007, la Audiencia Nacional consideró que las organizaciones que configuraban el denominado "frente político" de ETA —Koordinadora Abertzale Sozialista (KAS), Ekin y Xaki— formaban parte de las «entrañas» y el «corazón» de la organización terrorista, condenando a más de 500 años de cárcel a 46 de los 52 acusados de pertenecer a estas organizaciones, si bien el Tribunal Supremo rebajaría las penas posteriormente.